# 川尻市道
川尻市道（かわしりしどう）は、熊本市中央区世安から同市南区川尻に至る熊本市が管理する道路（市道）。川尻市道は愛称で、正式には「熊本市道川尻線」である。
元々は国道3号だったが、バイパス道路開通により熊本市が維持管理をする「熊本市道」に転換。

## 概要
- 起点：熊本市中央区世安（国道3号交点）
- 終点：熊本県熊本市南区川尻（熊本県道50号熊本嘉島線及び熊本県道297号川尻宇土線が交差する五差路）

## 主な接続道路
- 国道3号
- 熊本県道51号熊本港線
- 熊本県道50号熊本嘉島線
- 熊本県道297号川尻宇土線

## 周辺情報
- 熊本日日新聞社
- 熊本市立日吉小学校
- 熊本市立力合小学校
- 熊本市立川尻小学校
- JR鹿児島本線
  - 西熊本駅
  - 川尻駅

## 脚註
1. ↑  「世安 - 十禅寺 - 近見 - 南高江（ここまでは現在もR3号） - 現・県道297号」の区間